# Ophioglossella chrysostoma
Ophioglossella chrysostoma är en orkidéart som beskrevs av André Schuiteman och Paul Ormerod. Ophioglossella chrysostoma ingår i släktet Ophioglossella och familjen orkidéer. Inga underarter finns listade i Catalogue of Life.